# Doorloopschaar

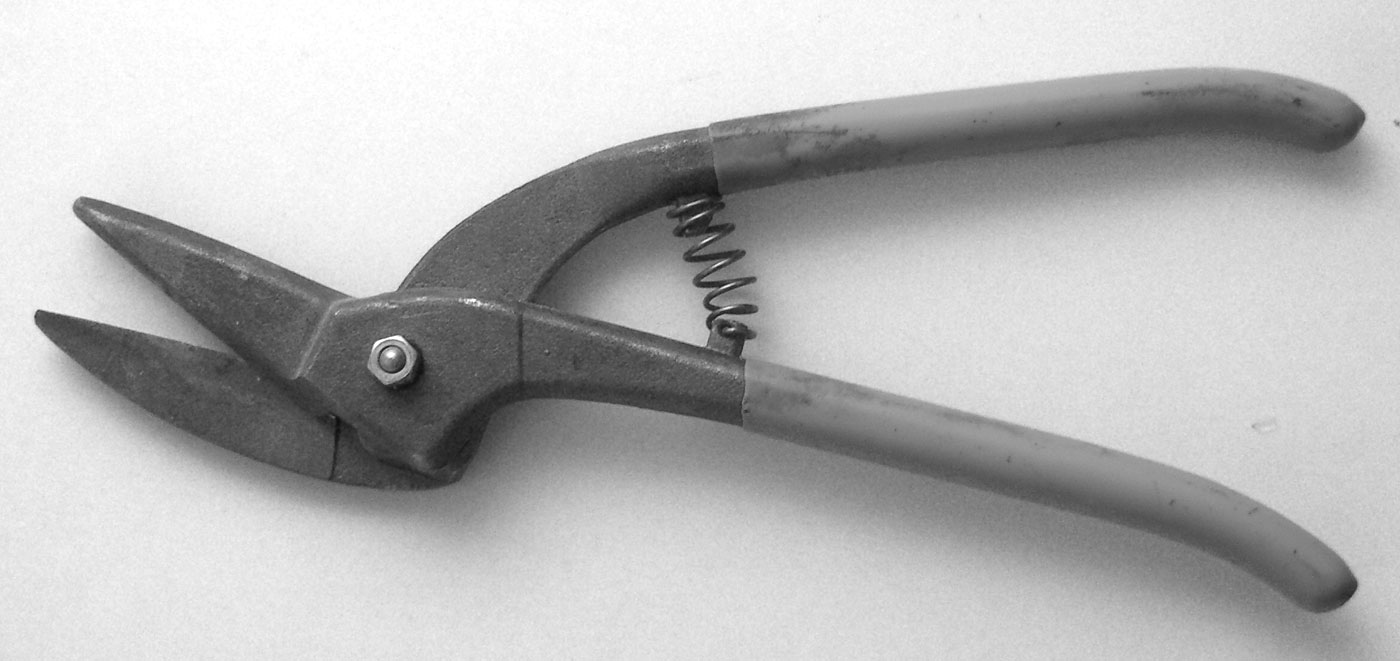

Een doorloopschaar is een bepaald soort plaatschaar. Hierbij wordt de plaat niet steeds aan beide kanten omgebogen, omdat de plaat onder de hand doorloopt. De kant waar het afval ontstaat moet regelmatig worden opgebogen.